# Мебельный точильщик
Мебельный точильщик (лат. Anobium punctatum) — вид из семейства жуков-точильщиков; синантропный вид. Личинка этого жука проделывает каналы в древесине и ей же питается; повреждает мебель, оконные рамы, полы, потолочные балки и бревна стен. 
Взрослые особи живут недолго и не питаются вовсе, поскольку их исключительная цель — размножение.

## Распространение
Первоначально населял территорию Евразии, затем был завезён человеком во все части света. Широко распространён в Западной и Центральной Европе, европейской части России, Закавказье, Казахстане, Украине, Сибири, откуда ареал тянется широкой полосой вдоль южных границ Российской Федерации до Тихого океана.

## Описание
Взрослые жуки длиной от 2,5 до 5 см, шириной от 1,2 до 1,7 см. Окраска тёмно-бурая, лапки и усики светлее. Тело выпуклое, удлинённое, цилиндрическое, покрыто тонкими серыми волосками, на надкрыльях 10 рядов равных и чётких точечных бороздок.

## Развитие
Имаго живёт от 6 до 28 дней. Яйцо развивается от 12 до 15 дней. Личинка прогрызает себе выход из яйца со стороны, которой оно прикреплено к древесине, и втачивается в неё, после чего начинает проделывать ходы, плотно забивая их за собой калом, смешанным с огрызками дерева. По мере роста личинка несколько раз линяет. На последней стадии в длину достигает 4 мм, в ширину 2—2,3 мм. Пик лёта жуков выпадает на май—июнь.

## Экология и местообитания
Общая продолжительность развития стадий от года до трёх. Длительность жизни отдельных фаз насекомого и генерации в целом сильно зависят от окружающей температуры и влажности, а также пищевых качеств древесины.

## Мебельный точильщик и человек
Обычный обитатель жилых домов. Личинка повреждает деревянные столы, стулья, диваны и другие изделия. Также поселяется в плинтусах, подоконниках, рамах, в стенах деревянных домов. При этом брёвна заражаются только со стороны комнаты. С наружной стороны стены домов и балки не затрагиваются.
«Часы смерти» — так у многих народов называют «тикающие» звуки, которые издают самцы, ритмично ударяя головой о стенки ходов в древесине в целях привлечения самок. В старину считалось, что этот характерный звук, похожий на тиканье часов, предвещает беду..

## Галерея

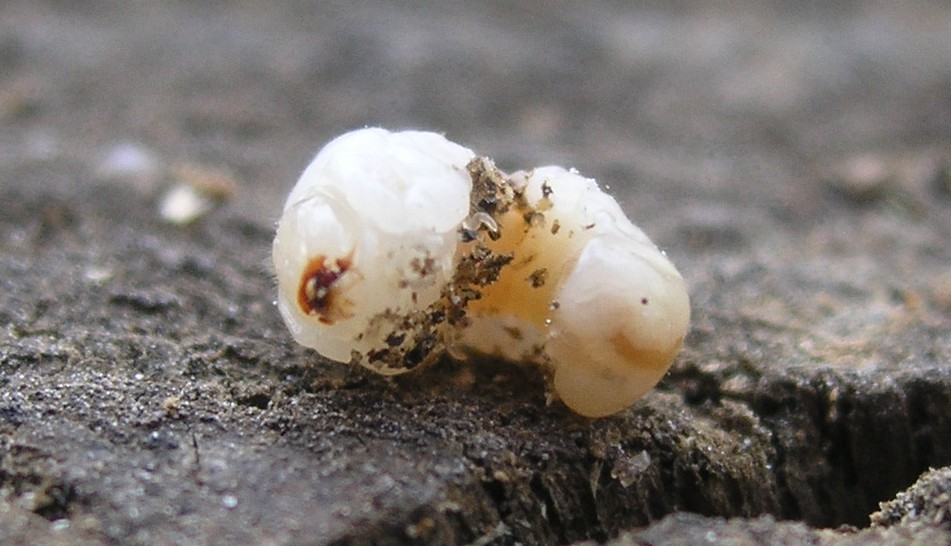
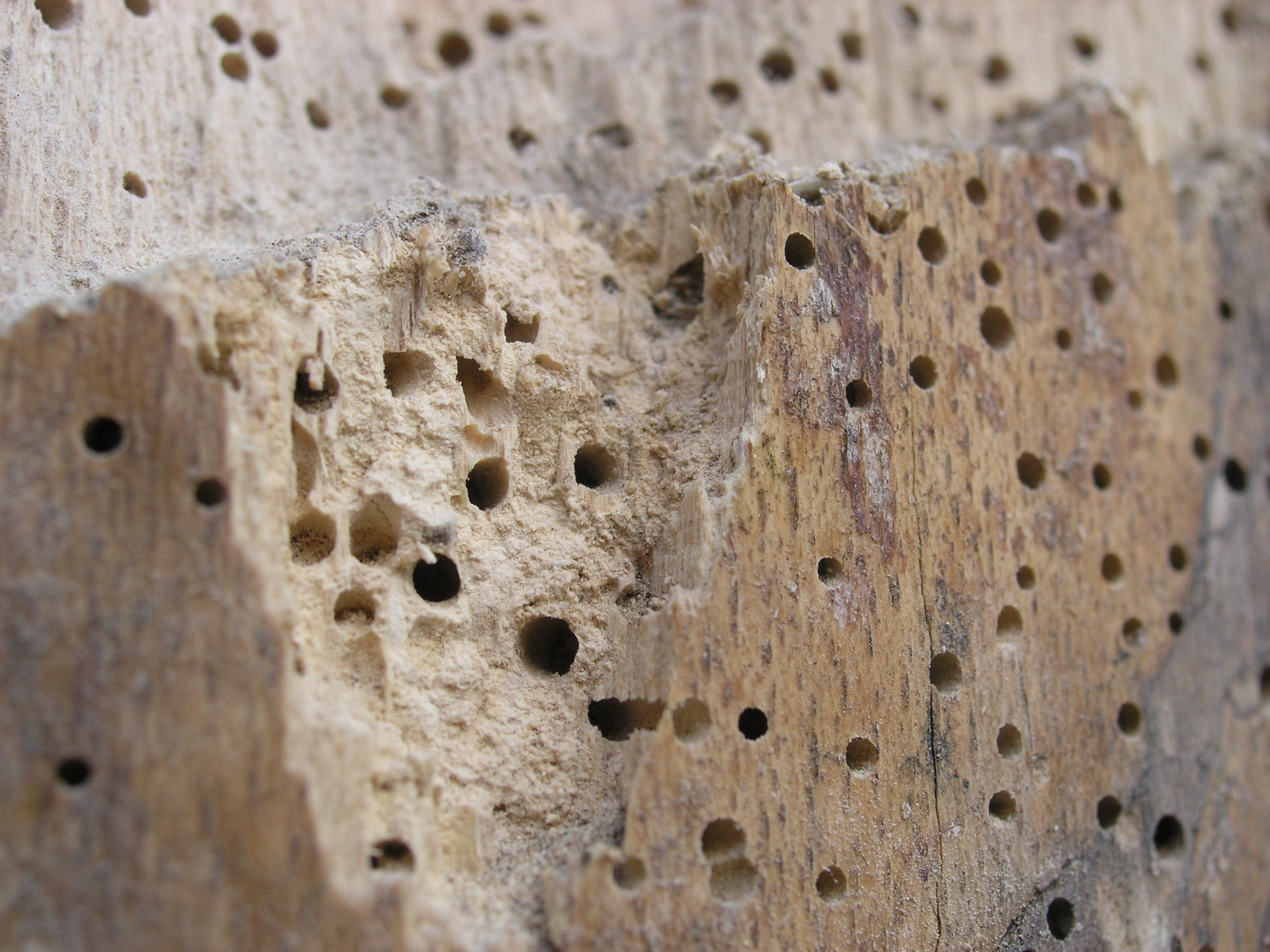
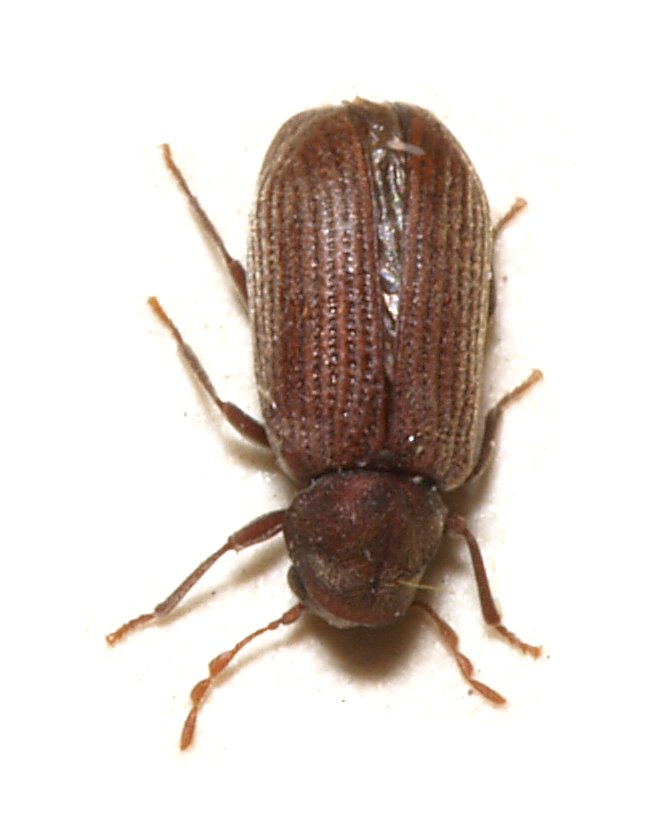